# Sobino
Sobino (en rus: Собино) és un poble de l'óblast de Vladímir, a Rússia, segons el cens del 2010 tenia 11 habitants. Pertany al districte municipal de Iúriev-Polski. Pertany al districte municipal de Koltxúguino.